# فلیکس وانکل
فلیکس هاینریش وانکل (به آلمانی: Felix Heinrich Wankel)(زادهٔ ۱۳ آگوست۱۹۰۲ در لار، بادن-وورتمبرگ-مرگ ۹ اکتبر۱۹۸۸ در هایدلبرگ) مخترع آلمانی بود که نخستین موتور درون‌سوز وانکل را ساخت.